# アルフレッド・シスレー
アルフレッド・シスレー（Alfred Sisley, 1839年10月30日 - 1899年1月29日）は、フランス生まれのイギリス人の画家。

## 略歴

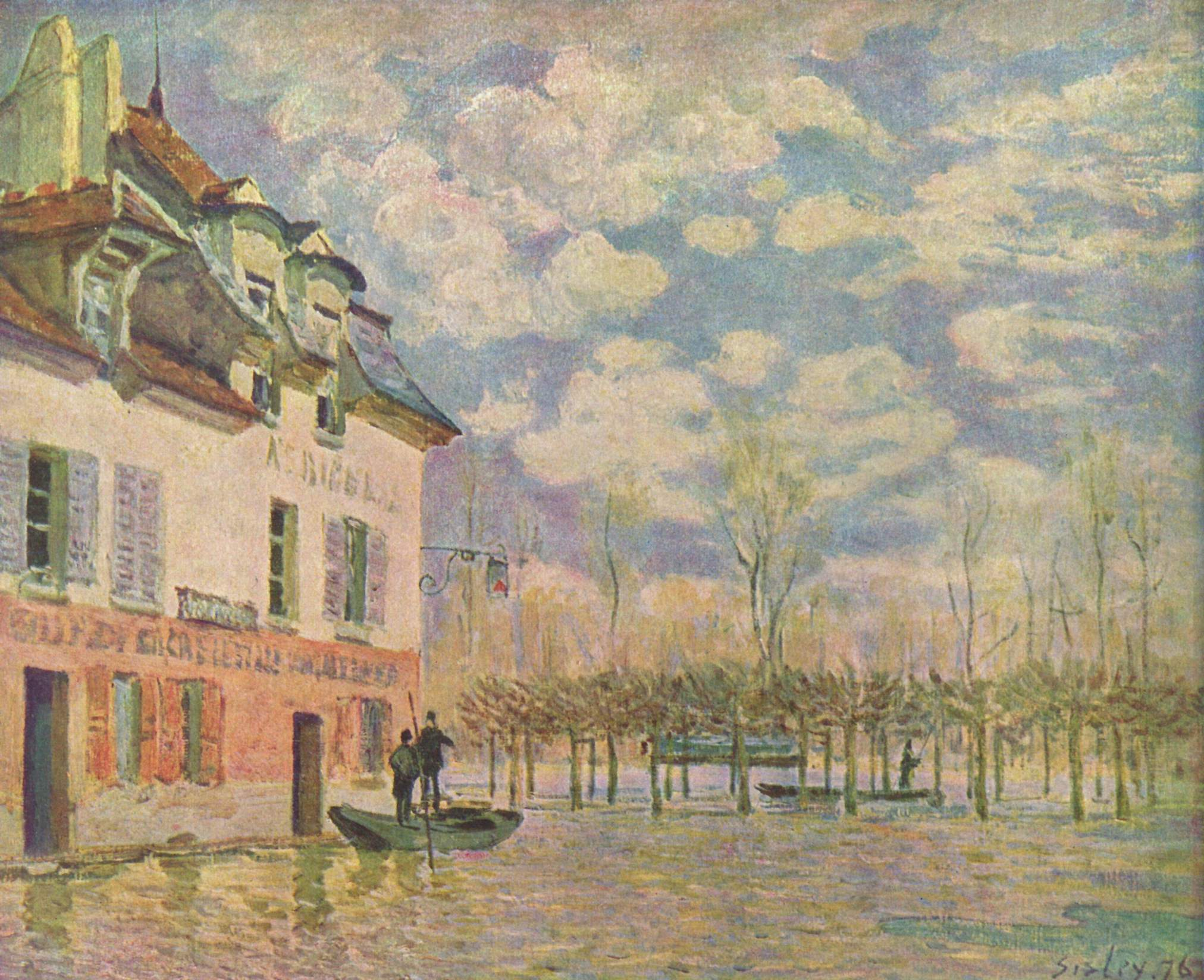
洪水と小舟 1876 オルセー美術館

シスレーは1839年10月30日、裕福なイギリス人の両親のもとパリに生まれた。父親ウィリアム・シスレーは絹を扱う貿易商で4人兄弟の末っ子であった。
1857年、18歳のときにロンドンに移り叔父のもとでビジネスを学ぶが、商業よりも美術に関心を持ちターナーやコンスタンブルなどの作品に触れた。4年後中断してパリに戻り、フレデリック・バジールのすすめでマルク＝シャルル＝ガブリエル・グレールのアトリエで学び、クロード・モネ、ピエール＝オーギュスト・ルノワールらと出会う。彼らはともに、スタジオで絵を描くことより戸外で風景画を制作することを選んだ。このため、彼らの作品は当時の人々が見慣れていたものより色彩豊かで大胆であったため、展示されたり売れたりすることはあまりなかった。彼らの作品は当時のサロンの審査員からは受け入れられなかった。1860年代、シスレーは父親の援助により他の画家たちよりは経済的に恵まれた立場にあった。当時はとくにルノワールと親しく、ルノワールはシスレーの父親やシスレーと恋人の肖像画などを描き、前者を1866年のサロンに出品している。
1866年、シスレーはパリに住むブレトン人ウジェニー・レクーゼク（1834年-1898年、マリー・レクーゼクとしても知られる）と交際を始める。2人の間には息子ピエール（1867年生）と娘ジャンヌ（1869年）が生まれた。当時シスレーはアヴニュー・ド・クリシー近くに住んでおり、パリ在住の画家の多くが集まるカフェ・ゲルボワの常連ともなっていた。
1868年、シスレーの作品はサロンに出展され入選を果たすが、あまり評価されなかった。
1870年、 普仏戦争が勃発し、ブージヴァルに住んでいたシスレーは敵兵により家・財産を失い、翌年には父が破産、経済的必要を満たすために作品を売るしかなくなる。しかし、シスレーの作品はなかなか売れず、以後彼は死ぬまで困窮した中で生活することになる。1871年、パリ・コミューンを避け、ルーヴシエンヌにほど近いヴォワザンへ移住。その後、アルジャントゥイユ、ブージヴァル、ポール＝マルリにも移住。
経済的困難もあったが、後援者の助けもあり何度かイギリスに短い旅をしている。最初の機会は1874年で、第一回印象派展の後に熱心な収集家で著名なオペラ歌手であったジャン＝バティスト・フォールの招きによりイギリスに滞在（7-10月）している。シスレーはロンドン滞在中、テムズ川上流のモレジーで20点近くの作品を制作した。
1875年にはモネ、ルノワール、ベルト・モリゾとともに水彩画、油彩画の即売会を開催する。
1880年代に、パリの東南方、セーヌ川の支流のひとつであるロワン川沿いに活動の拠点を移した。1881年には再びイギリスを訪れている。1889年にはモレ＝シュル＝ロワンに移住。1893年よりモレ＝シュル＝ロワンのノートルダム教会を連作で14点描いた。
1897年にはパートナーのウジェニーとともに再びイギリスを訪れ、8月5日にはカーディフで婚姻届を提出した。2人はカーディフ近郊のペナースに滞在し、シスレーは少なくとも6枚の油彩画を制作した。8月中旬にはガウワー半島のLangland Bayのホテルに移り、少なくとも11枚の油彩画を制作した。10月にはフランスに戻っており、この旅が祖国を訪れた最後のときであった。カーディフ国立美術館にはこの時の作品が所蔵されている。その後、シスレーはフランスの市民権を得ようと申請するが、却下された。2度目の申請時には病気が原因で却下されたという。
シスレーは1899年1月29日、モレ＝シュル＝ロワンにて喉頭癌のため死去した。妻が癌で亡くなった数か月後のことで、2人はモレ＝シュル＝ロワンの墓地に埋葬された。

## 典型的な印象主義者
シスレーが遺した900点近い油彩作品の大部分は、パリ周辺の穏やかな風景を描いたものである。人物画、室内画、静物画といった他のジャンルの作品は、全て合わせても20点に満たないと考えられる。
他の多くの印象派画家が、後にその技法から離れていったのに対し、シスレーは生涯にわたり印象派の画法を堅持し続けた。この点において、彼は最も典型的な印象派の画家と言えるであろう。
1900年頃、アンリ・マティスがカミーユ・ピサロに面会した際、マティスが「典型的な印象派の画家は誰か？」と尋ねたところ、ピサロは「シスレーだ」と答えたという逸話が残っている。

## 代表作
- ルヴシエンヌの雪（オルセー美術館）1875年
- ポール・マルリーの洪水（フィッツウィリアム美術館）1876年
- モレのロワンの運河（オルセー美術館）1892年
- 春の太陽、ロワン川（個人蔵）1892年
- モレの教会堂（プティ・パレ美術館）1894年

### 日本にあるシスレー作品
| タイトル                                       | レゾネ番号 | 制作年                          | 技法・素材         | サイズ       | 所蔵先                                             | 備考 |
| ---------------------------------------------- | ---------- | ------------------------------- | ------------------ | ------------ | -------------------------------------------------- | ---- |
| 森へ行く女たち                                 | 4          | 1866年                          | 油彩・カンヴァス   | 65.2x92.2cm  | アーティゾン美術館                                 |      |
| マントからショワジ=ル=ロワへの道               | 20         | 1872年                          | 油彩・カンヴァス   | 46.0x56.0cm  | 公益財団法人吉野石膏美術振興財団（山形美術館寄託） |      |
| ルーヴシエンヌの一隅                           | 54         | 1872年                          | 油彩・カンヴァス   | 45.9x39.8cm  | 三菱一号館美術館寄託                               |      |
| 洪水                                           | 24         | 1872年                          | 油彩・カンヴァス   | 51.0x73.6cm  | 個人〈日本〉                                       |      |
| ルーヴシエンヌの風景                           | 91         | 1873年                          | 油彩・カンヴァス   | 54.0x73.0cm  | 国立西洋美術館                                     |      |
| マルリーの水飼い場                             | 69         | 1873年                          | 油彩・カンヴァス   | 98.1x130.5cm | ポーラ美術館                                       |      |
| ブージヴァルのセーヌ川                         |            | 1873年頃                        | 油彩・カンヴァス   |              | 京都国立近代美術館寄託                             |      |
| 牧草の牛、ルーヴシエンヌ                       | 130        | 1874年                          | 油彩・カンヴァス   | 60.0x73.0cm  | 富士美術館                                         |      |
| 塔                                             |            | 1875年頃                        | 油彩・カンヴァス   | 38.0x25.8cm  | 姫路市立美術館（國富奎三コレクション）             |      |
| 舟遊び                                         | 277        | 1877年                          | 油彩・カンヴァス   | 45.6x56.0cm  | 島根県立美術館                                     |      |
| セーヴルの跨線橋                               |            | 1879年                          | 油彩・カンヴァス   | 37.9x55.5cm  | ポーラ美術館                                       |      |
| サン・クルー近くのセーヌ川、増水               | 343        | 1879年                          | 油彩・カンヴァス   | 38.4x55.3cm  | 上原近代美術館                                     |      |
| マルリーの通り                                 |            | 1879年                          | 油彩・カンヴァス   | 38.0x55.2cm  | 大原美術館                                         |      |
| シュレーヌのセーヌ河                           | 314        | 1879年                          | 油彩・カンヴァス   | 50.0x65.0cm  | イセ文化基金                                       |      |
| セーヴル磁器工場                               | 307        | 1879年                          | 油彩・カンヴァス   | 60.0x73.4cm  | マスプロ美術館旧蔵                                 |      |
| セーブルの坂道                                 |            | 1879年                          | 油彩・カンヴァス   | 46.4x61.2cm  | 個人（旧蔵）                                       |      |
| ヒースの原                                     | 404        | 1880年                          | 油彩・カンヴァス   | 50.0x65.0cm  | 個人                                               |      |
| 秋風景                                         |            | 1880年                          | 油彩・カンヴァス   | 50.0x65.0cm  | 公益財団法人上原美術館 上原近代美術館              |      |
| 村への道                                       |            | 1880年                          | 油彩・カンヴァス   |              | 京都国立近代美術館寄託                             |      |
| ヴヌー・ナドンの冬                             | 445        | 1881年                          | 油彩・カンヴァス   | 52.5x71.0cm  | 村内美術館旧蔵                                     |      |
| サン=マメスのロワン河畔の風景                  |            | 1881年                          | 油彩・カンヴァス   | 34.2x48.5cm  | 鹿児島市立美術館                                   |      |
| モレへの道                                     |            | 1882年                          | 油彩・カンヴァス   | 54.0x73.0cm  | 吉野石膏株式会社（山形美術館寄託）                 |      |
| サン=マメスの平原、2月                         | 414        | 1881年                          | 油彩・カンヴァス   | 55.0x73.0cm  | サントリーコレクション                             |      |
| 森のはずれ、6月                                | 538        | 1884年                          | 油彩・カンヴァス   | 66.0x73.0cm  | サントリーコレクション                             |      |
| サン=マメス6月の朝                             | 545        | 1884年                          | 油彩・カンヴァス   | 54.6x73.4cm  | アーティゾン美術館                                 |      |
| サン=マメス                                    |            | 1885年                          | 油彩・カンヴァス   | 54.5x73.0cm  | ひろしま美術館                                     |      |
| サン=マメスのロワン河                          | 626        | 1885年                          | 油彩・カンヴァス   | 38.7x55.6cm  | ポーラ美術館                                       |      |
| サン=マメのロワン運河                          |            | 1885年                          | 油彩・カンヴァス   | 38x55.7      | ヤマザキマザック美術館                             |      |
| 麦畑から見たモレ                               | 635        | 1886年                          | 油彩・カンヴァス   | 51.0x73.0cm  | 松岡美術館                                         |      |
| モレのポプラ並木                               | 689        | 1888年                          | 油彩・カンヴァス   | 54.0x73.0cm  | 吉野石膏株式会社（山形美術館寄託）                 |      |
| モレ=シュル=ロワン、朝の光                     | 678        | 1888年                          | 油彩・カンヴァス   | 60.0x73.0cm  | 吉野石膏株式会社（山形美術館寄託）                 |      |
| モレのロワン川、洗濯船                         |            | 1890年                          | 油彩・カンヴァス   | 54.3x65.4cm  | 吉野石膏株式会社（山形美術館寄託）                 |      |
| 森へ続く道                                     | 708        | 1889年                          | 油彩・カンヴァス   | 38.3x55.8cm  | 村内美術館                                         |      |
| 葦の川辺─夕日                                  |            | 1890年                          | 油彩・カンヴァス   | 54.0x73.0cm  | 茨城県近代美術館                                   |      |
| ロワン河畔、朝                                 |            | 1891年                          | 油彩・カンヴァス   | 59.6x57.4cm  | ポーラ美術館                                       |      |
| 積み藁                                         | 844        | 1895年                          | 油彩・カンヴァス   | 60.5x73.2cm  | 諸橋近代美術館                                     |      |
| ロワン川沿いの小屋、夕べ                       |            | 1896年頃                        | 油彩・カンヴァス   | 65.0x81.0cm  | 公益財団法人吉野石膏美術振興財団（山形美術館寄託） |      |
| レディース・コーヴ、ラングランド湾、ウェールズ | 871        | 1897年                          | 油彩・カンヴァス   | 65.0x81.0cm  | 東京富士美術館                                     |      |
| レディース・コーヴ                             | 880        | 1897年                          | 油彩・カンヴァス   | 54.0x65.0cm  | アーティゾン美術館                                 |      |
| 春の朝・ロワンの運河                           | 884        | 1897年                          | 油彩・カンヴァス   | 60.0x73.0cm  | 個人                                               |      |
| 鵞鳥のいる河畔                                 |            | 1897年                          | カラー・リトグラフ | 21.5x32.0cm  | 横浜美術館                                         |      |
| 風景（ロワン河畔の荷車）                       |            | 1899年第3ステート（初刷1890年） | エッチング         | 13.5x21.6cm  | 横浜美術館（小島烏水旧蔵）                         |      |

- 『アルフレッド・シスレー展 ─印象派、空と水辺の風景画』pp.162-163をもとに、脚注資料を用いて修正して作成。空欄は詳細が不明なもの。なお、同書によると、個人所蔵の作品がさらに数点あるという。
- レゾネ番号は、カタログ・レゾネ（F.Daulte,alfred Sisley:catalogue raisonné de l'oevre peint ,Édition Durand-Ruel,Lausanne,1959）の番号。

## ギャラリー

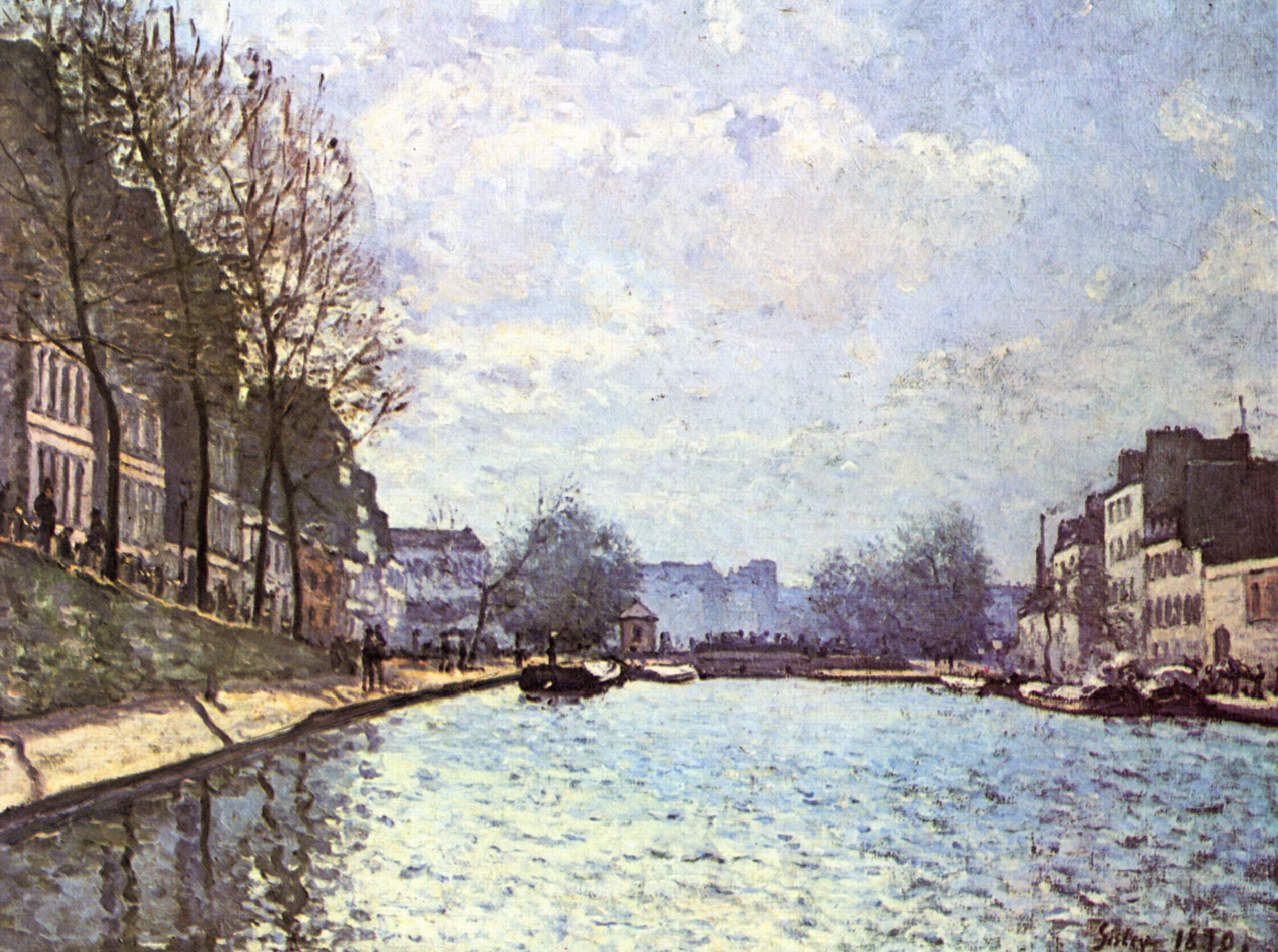
St. Martin Canal (1870) オルセー美術館
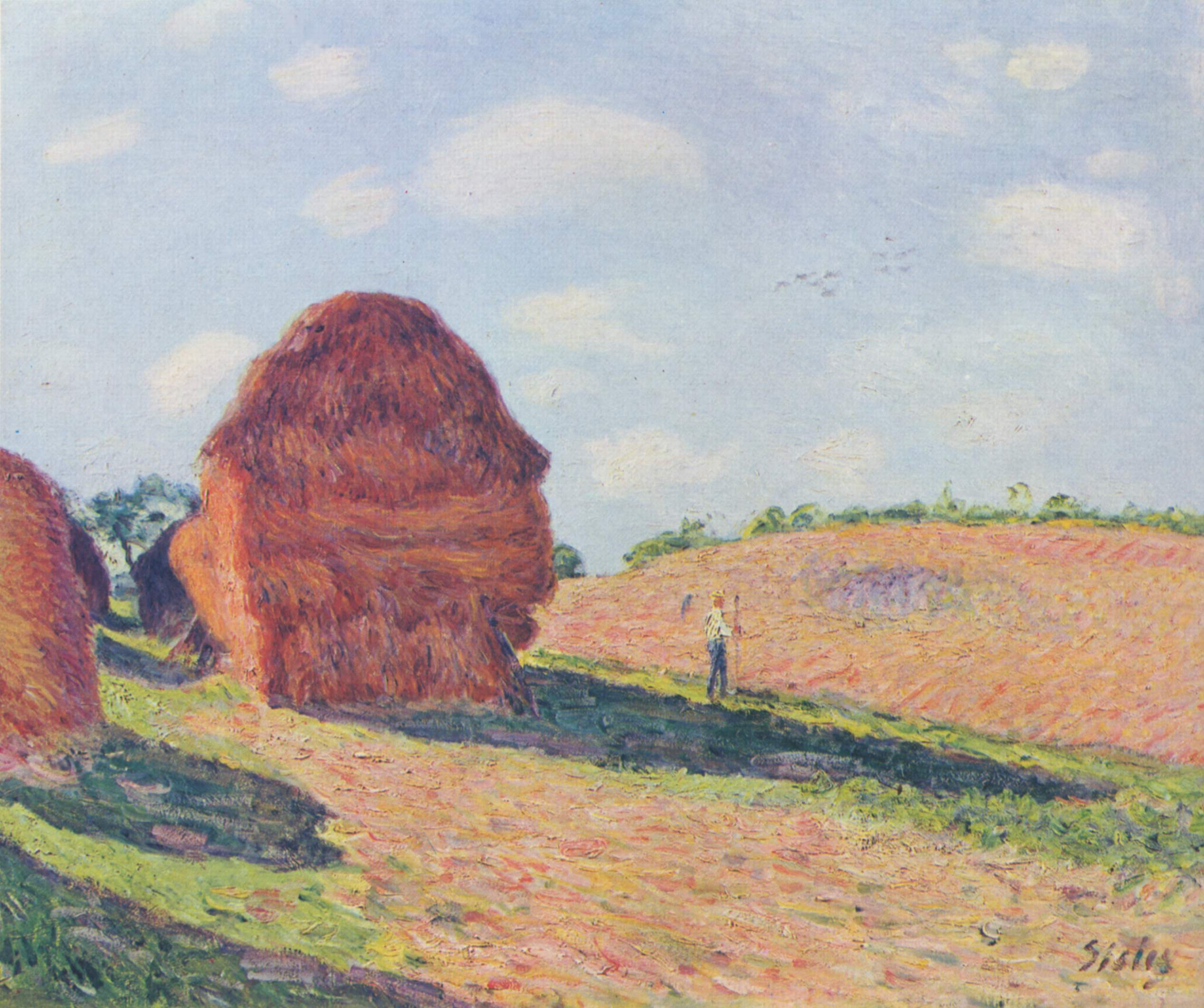
Die Strohmieten (1895)
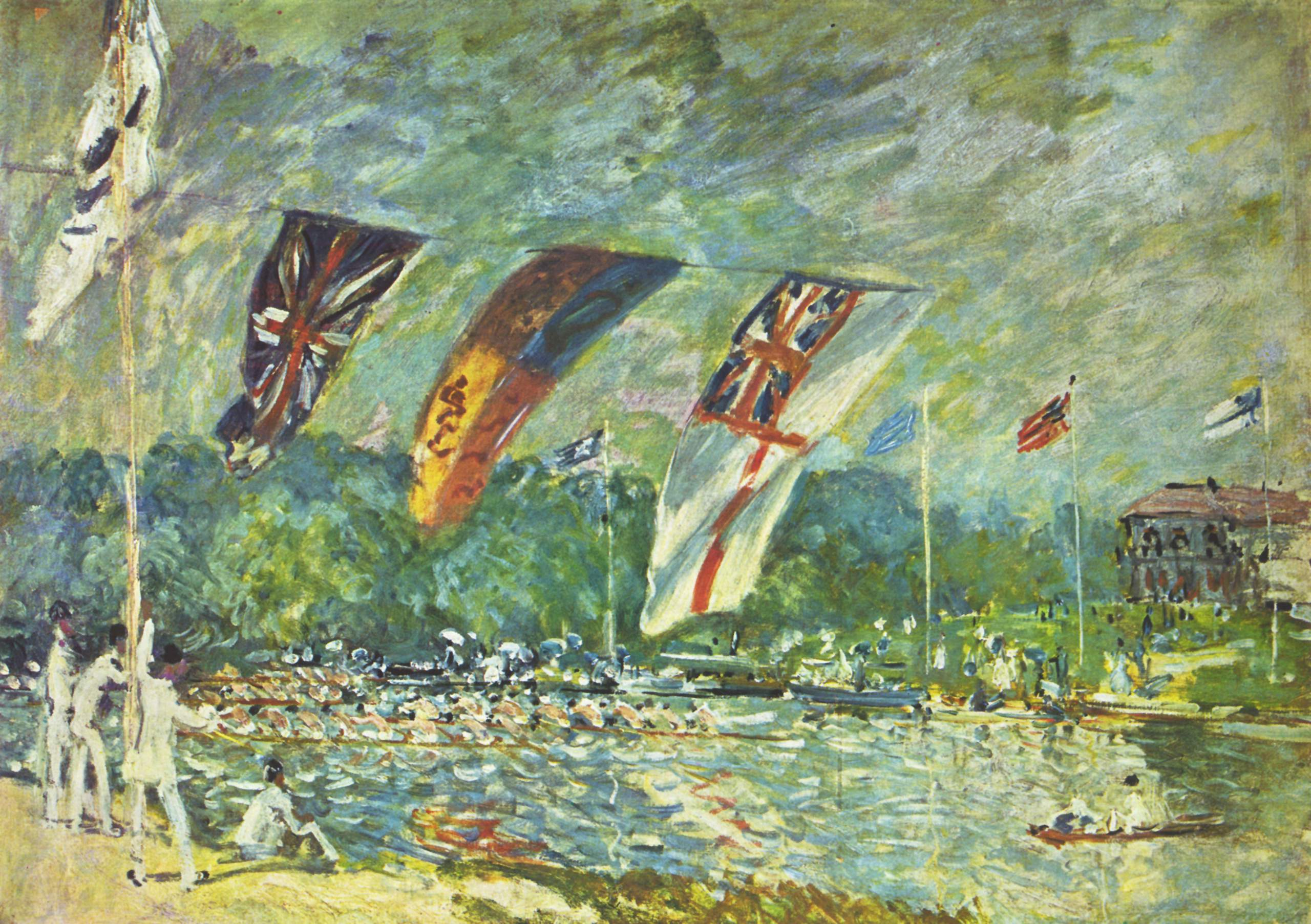
『ハンプトン・コート宮殿近くのモーズリーのレガッタ』 (1874) オルセー美術館
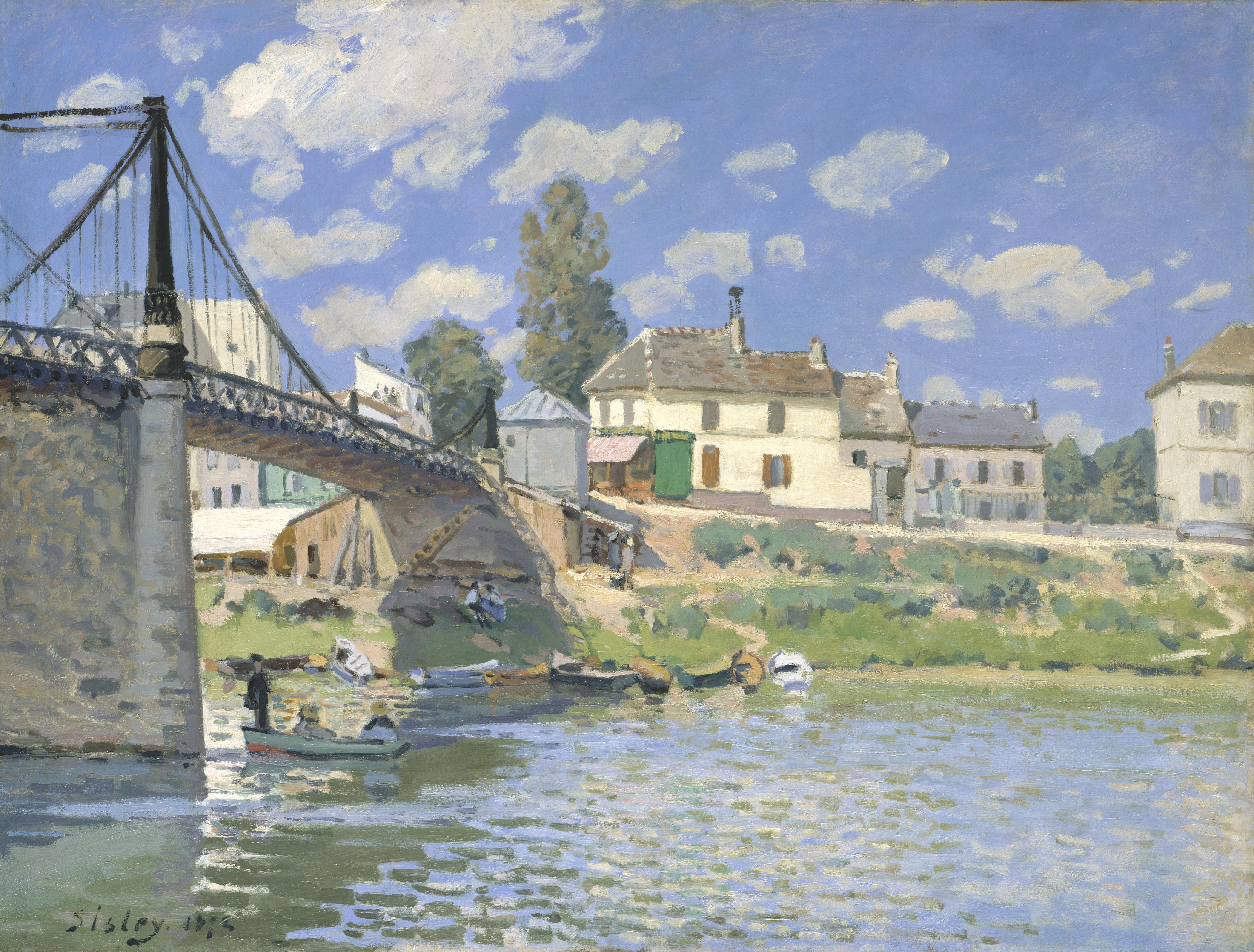
『ヴィルヌーヴ＝ラ＝ガレンヌの橋』 (1872) メトロポリタン美術館
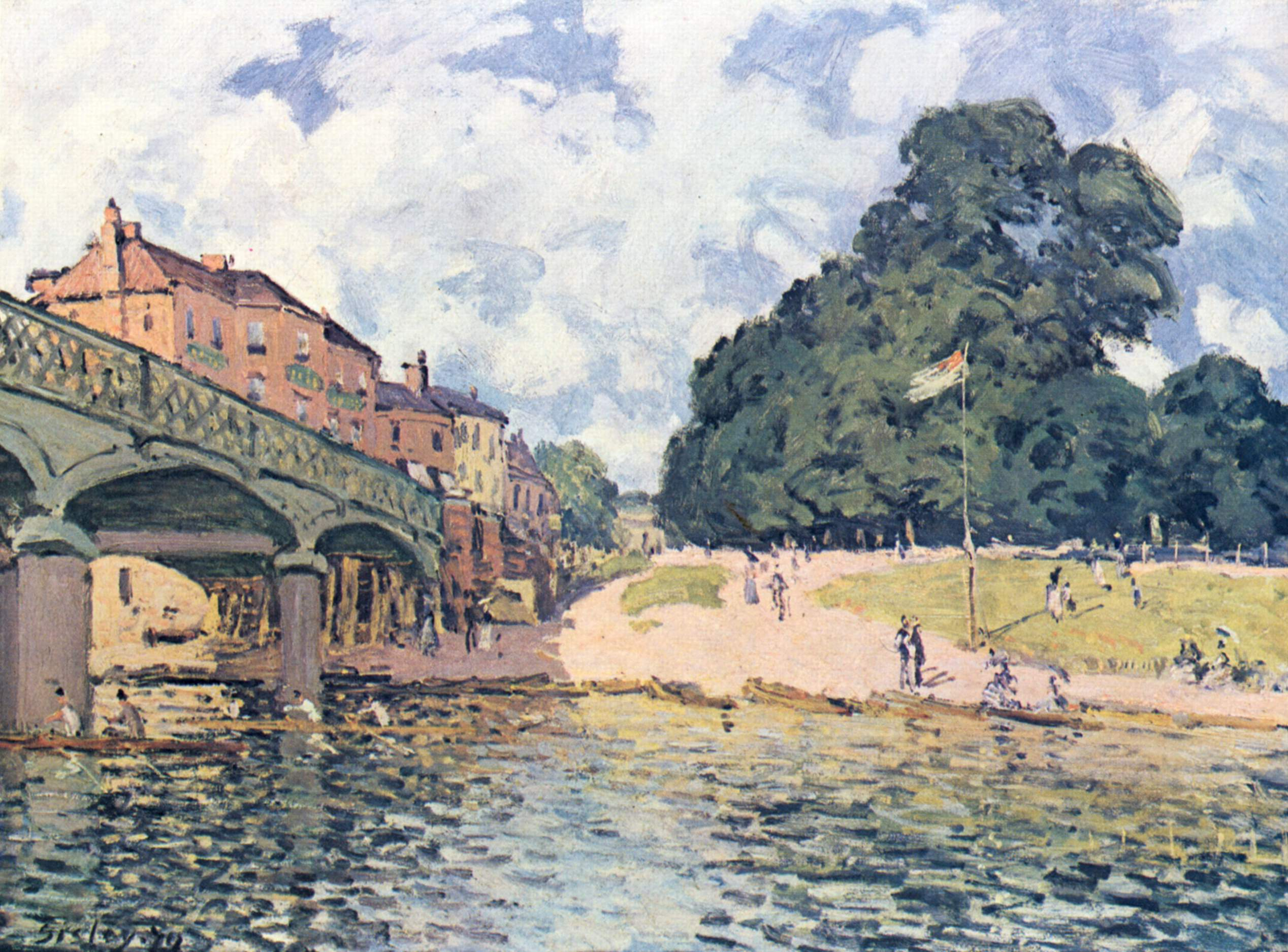
Bridge at Hampton Court (1874) ヴァルラフ・リヒャルツ美術館
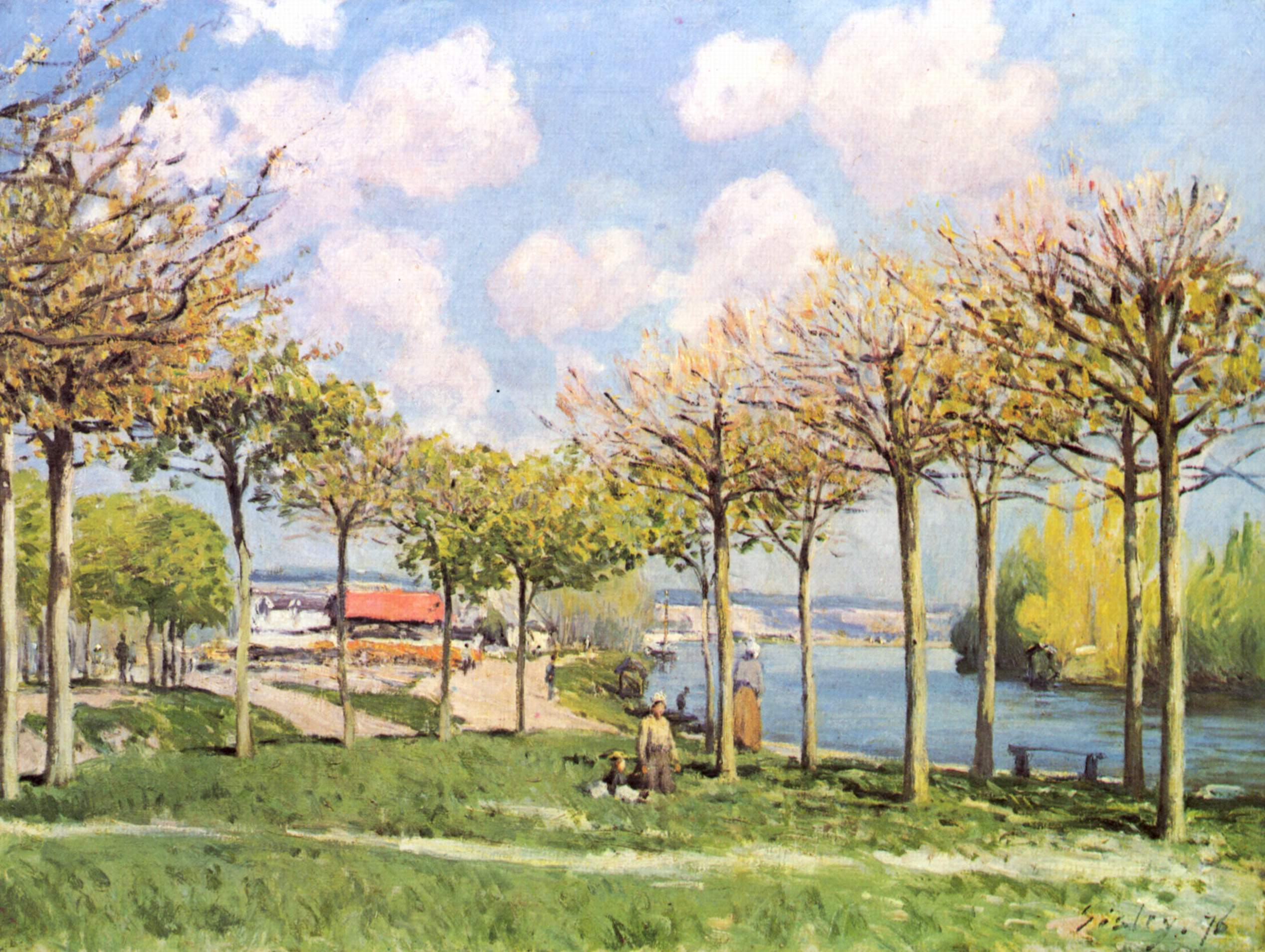
The Seine at Bougival (1876) メトロポリタン美術館
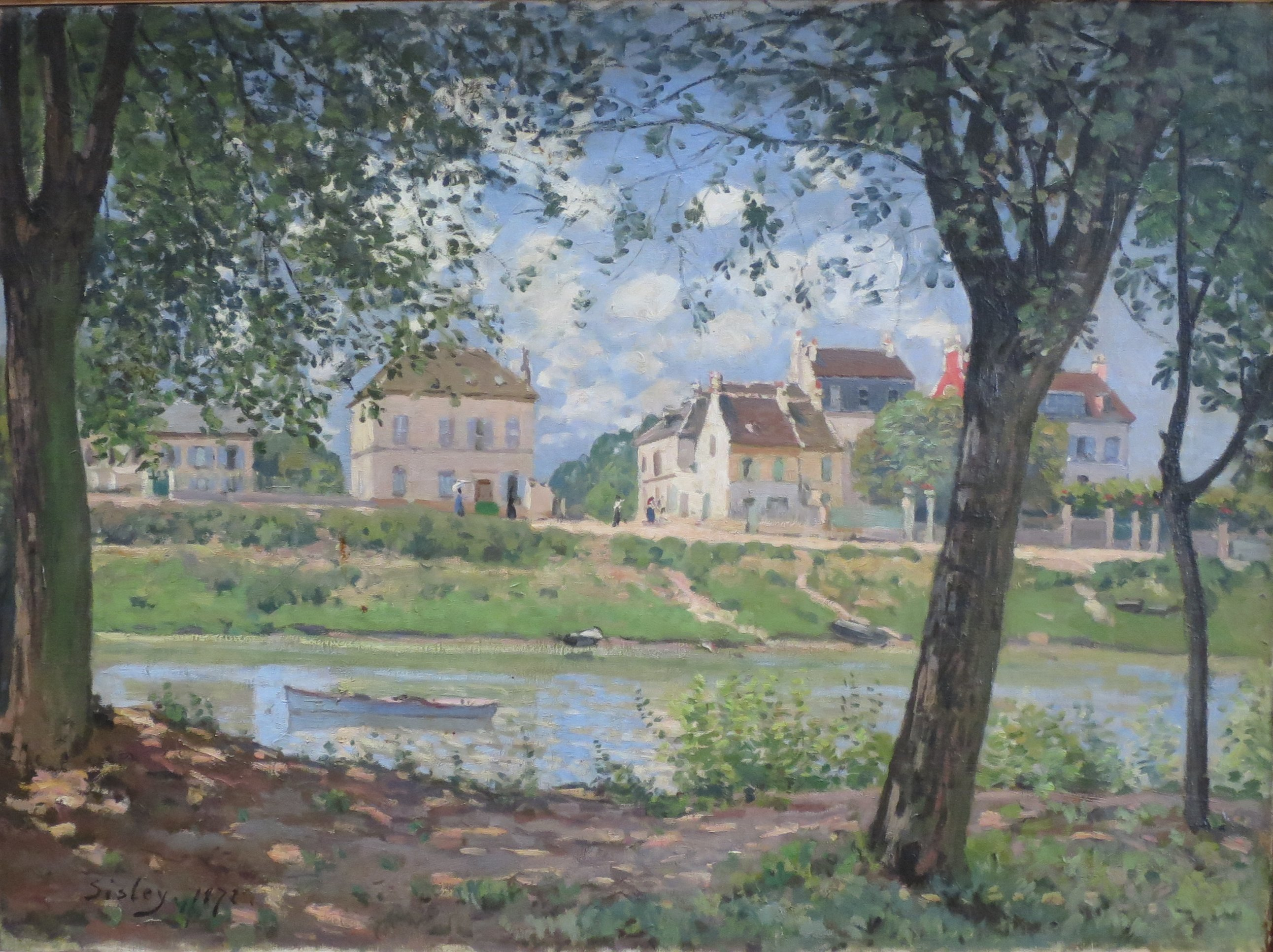
Village au bord de la Seine (1872) エルミタージュ美術館
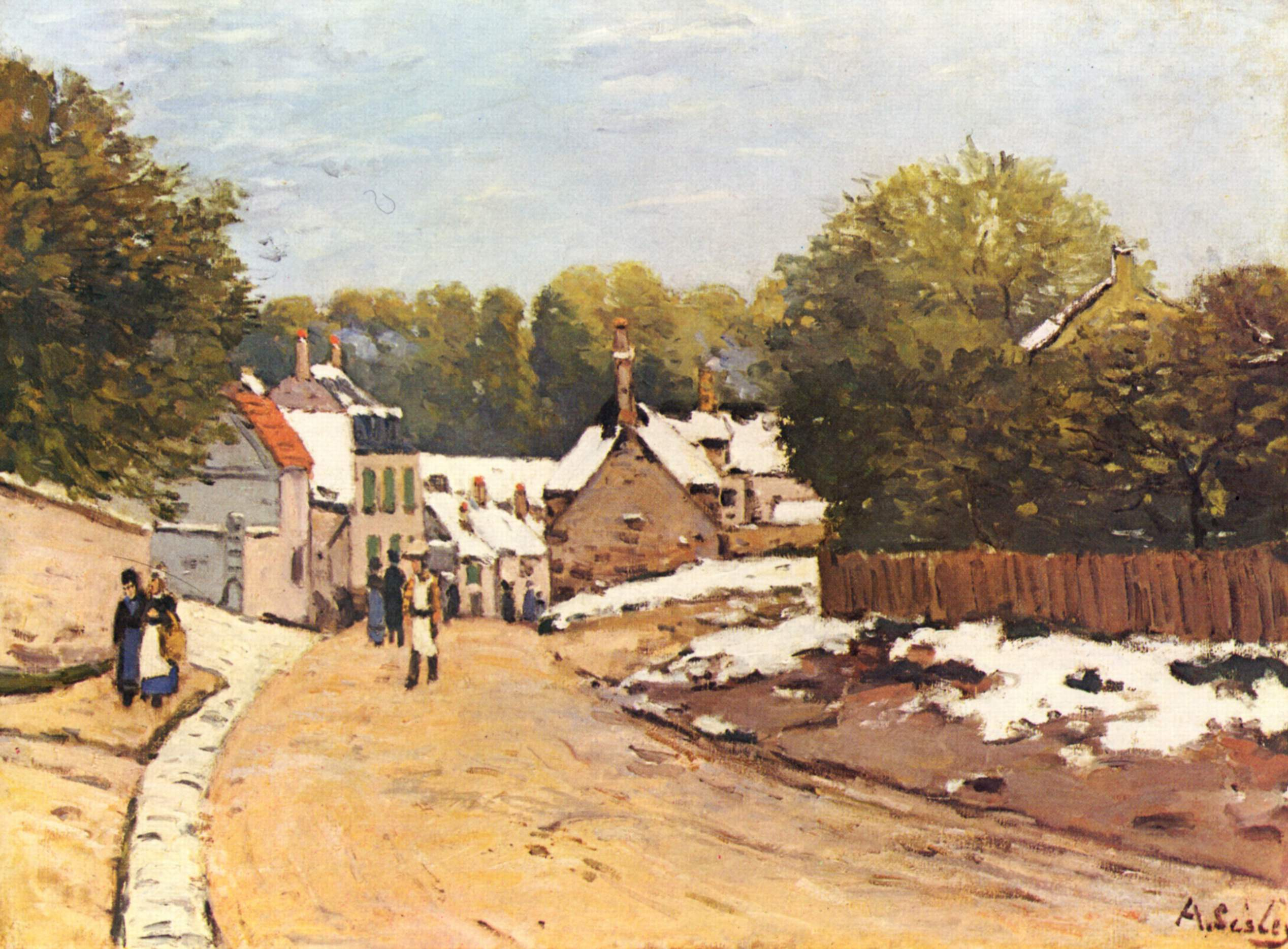
Early Snow at Louveciennes (c. 1871–72) ボストン美術館
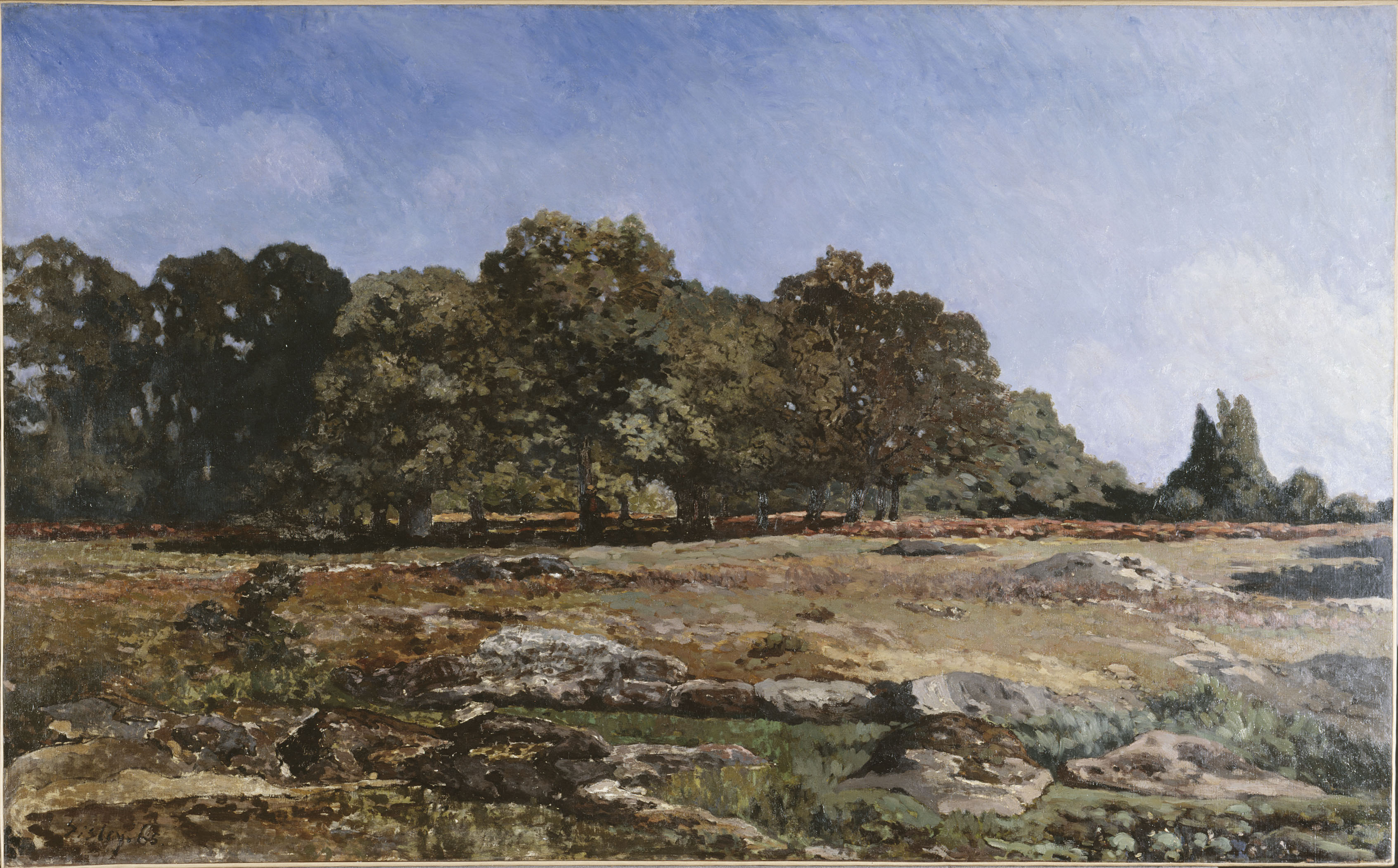
Avenue of Chestnut Trees near La Celle-Saint-Cloud (1865) パリ市立プティ・パレ美術館
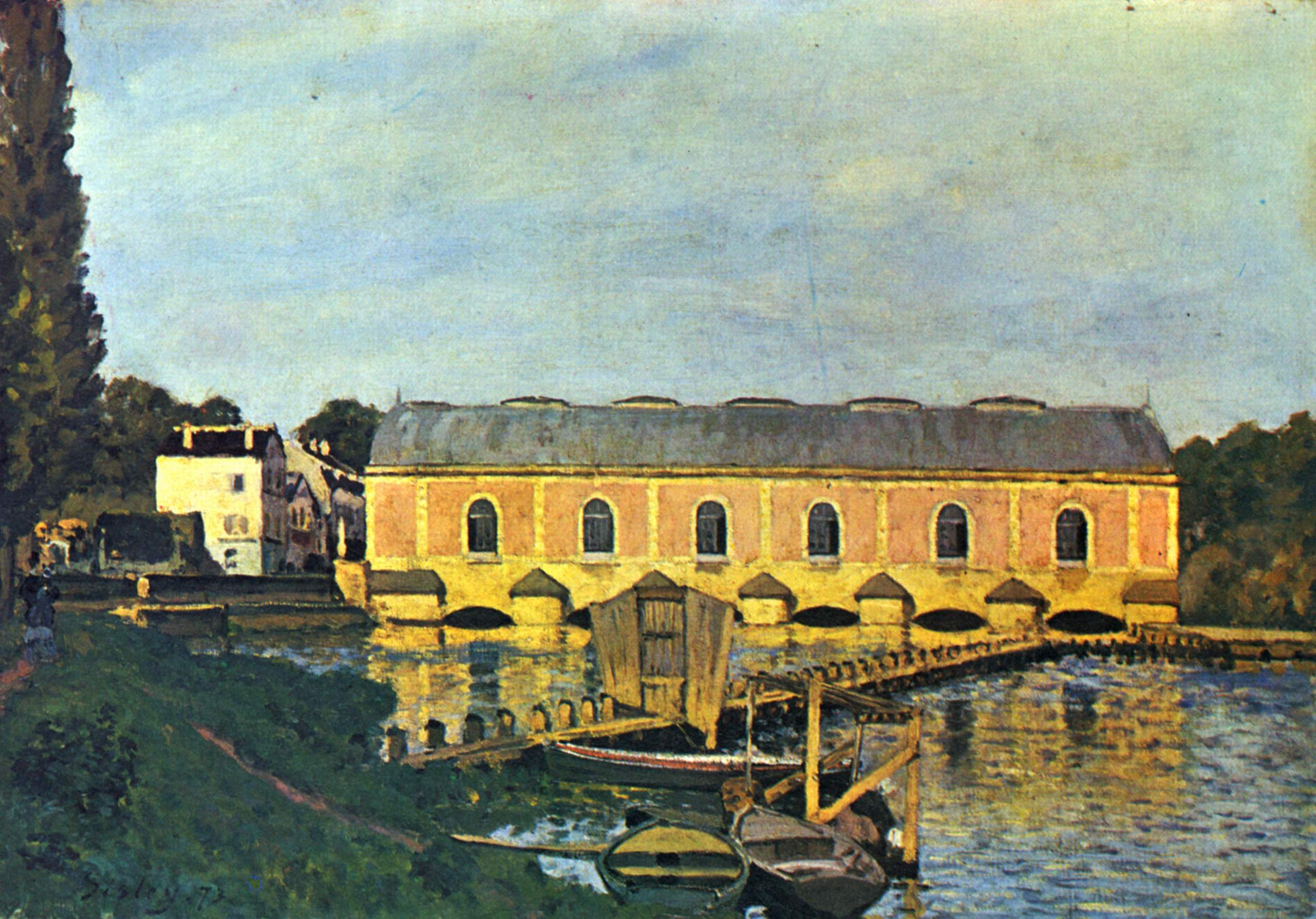
La Machine de Marly (1873) ニイ・カールスベルグ・グリプトテク美術館
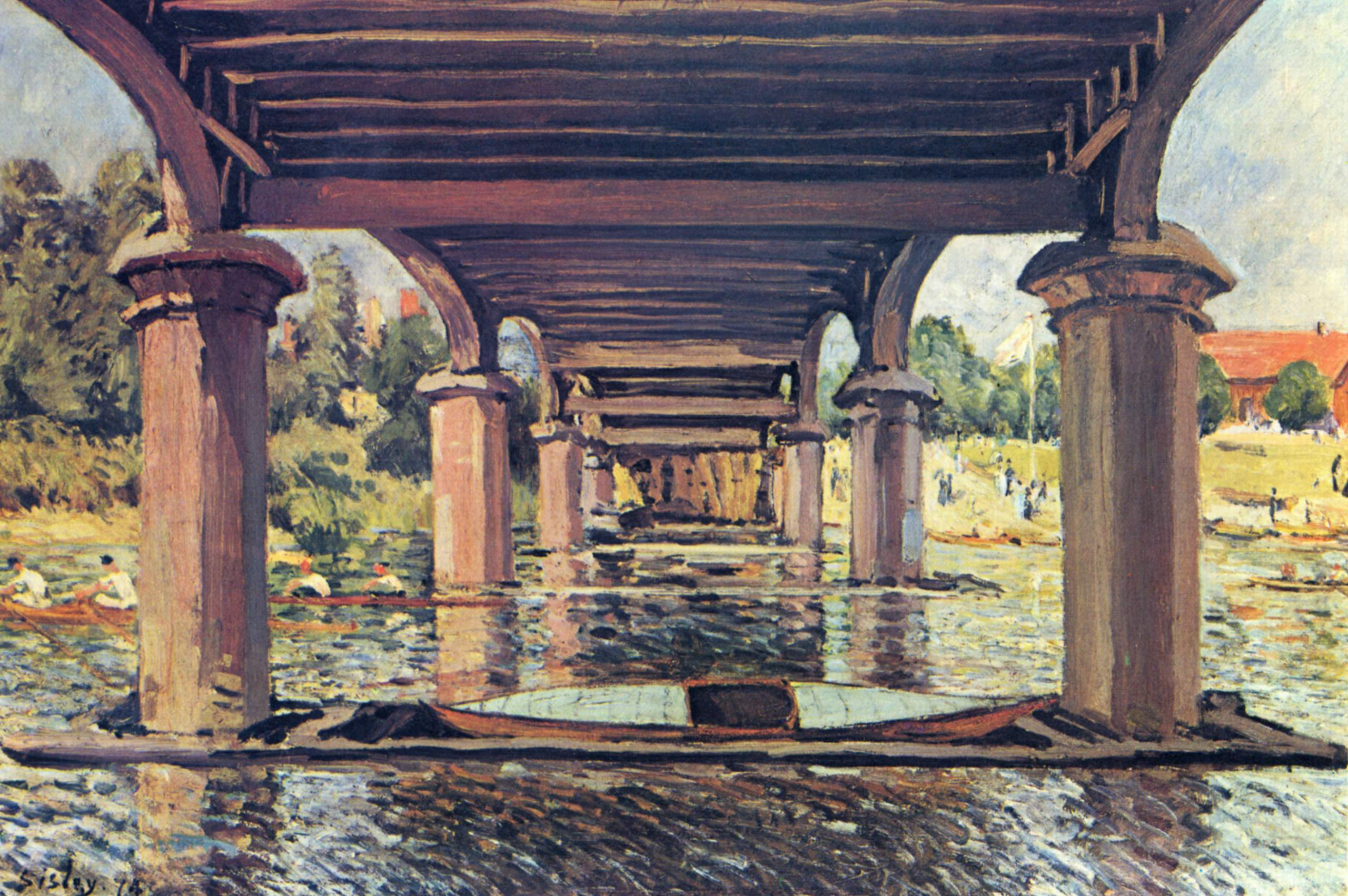
Under the Bridge at Hampton Court (1874) ヴィンタートゥール美術館
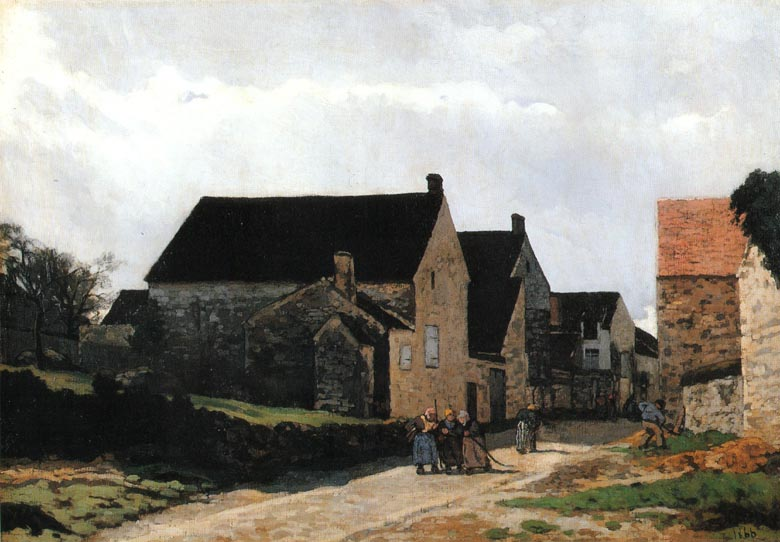
『森へ行く女たち』 (1886) アーティゾン美術館

## 参考資料

### 和書
- リチャード・ショーン 著、島田紀夫・松島潔 訳『アート・ライブラリー シスレー』西村書店、2012年。ISBN 978-4-890-13673-5。
- レイモン・コニア 著、作田清 訳『シスレー イール＝ド＝フランスの抒情詩人』作品社、2007年。ISBN 978-4-8618-2120-2。

展覧会図録
- 『シスレー展』 伊勢丹美術館2000年3-4月、高松市美術館4-5月、ひろしま美術館5-7月、和歌山県立近代美術館7-9月
- 小野寛子 大伸社編集 『アルフレッド・シスレー展 ─印象派、空と水辺の風景画』 練馬区立美術館 大伸社、2015年

### 洋書
- Turner, J. (2000). From Monet to Cézanne: late 19th-century French artists. Grove Art. New York: St Martin's Press.. ISBN 0-312-22971-2
- Denvir, B. (2000). The Chronicle of Impressionism: An Intimate DIary of the Lives and World of the Great Artists. London: Thames & Hudson. OCLC 43339405